# Мефодий (Екимов)
Епископ Мефодий (в миру Михаил Михайлович Екимов или Кузнецов; 1824, деревня Выдриха, Бийский округ, Томская губерния — 10 мая 1898, Вилюйск, Якутская область) — епископ Древлеправославной Церкви Христовой (старообрядцев, приемлющих белокриницкую иерархию), епископ Томский и всея Сибири.
Канонизирован Русской православной старообрядческой церковью как исповедник.

## Биография
Родился в 1824 (или 1820) году в Удинской волости Бийского округа Томской губернии в крестьянской семье.
В 1867 году рукоположён в сан священника.
15 октября 1885 года архиепископом Московским Савватием (Лёвшиным) и епископом Саратовским и Астраханским Паисием (Лапшиным) поставлен во епископа Томского и всея Сибири.
Вероятнее всего, Мефодию первоначально предполагалось передать управление пермскими приходами. Во всяком случае, это обозначалось в титуле «епископ Пермский» в некоторых источниках, созданных после святительской хиротонии. Однако в соборном определении об избрании Мефодия кандидатом на «Сибирскую епархию» в сентябре 1885 года этот титул не указан. В делопроизводстве архиепископии титул епископа обычно обозначался как «Томский и всея Сибири».
В подчинении епископа Мефодия находились белокриницкие общины Томской, Иркутской, Енисейской губернии, Амурской, Якутской, Забайкальской, Акмолинской, Семипалатинской и Семиреченской областей. Его резиденция находилась в 80 верстах от Томска, в Михаило-Архангельском старообрядческом монастыре, при этом епископ Мефодий редко покидал скит.
Тем не менее, именно период епископства Мефодия, конец 1880—1890-х годов, представляется весьма важным с точки зрения динамики развития Белокриницкого согласия: оформляется организационная структура сибирских белокриницких обществ, хотя в томских мирских и иноческих обществах существовала и довольно влиятельная группировка, недовольная Мефодием. Противоречия усугублялись борьбой лидеров этой группировки со столичной купеческой верхушкой и во многом зависящим от неё епископатом. Представители сибирских белокриницких организаций связывали с институтом епископата действенный контроль над местным сибирским духовенством, обязательность выполнения своих требований к иерархии, обосновываемых древними каноническими нормами и традициями независимого средневекового прихода.
Во время одной из своих нечастых поездок по епархии епископ и привлек внимание властей. В августе 1892 года епископ Мефодий был арестован в Иркутске, в доме старообрядца Ф. В. Зверева. В августе 1894 по определению Сената за совершаемые богослужения «по раскольническому обряду» сослан на поселение в Киренский округ Иркутской губернии. 19 июня 1896 года по личной просьбе К. П. Победоносцева, адресованной иркутскому генерал-губернатору, вторично арестован в Иркутске (для ограждения старообрядческого населения «от вредного влияния») и сослан в Якутскую область.
В 1895 в селе Куйтун Верхнеудинского уезда Забайкальской области рукоположил старообрядческого священника, за что был повторно арестован в 1896 года в Иркутске и сослан в Вилюйск, где умер 10 мая 1898 года.
Первоначально был похоронен в Вилюйске, но 29 июня 1908 года, после ходатайства старообрядческих общин к властям, останки епископа перенесены на старообрядческое кладбище в селе Павловск Якутской области.

## Почитание и канонизация
В августе 1998 года епископ Новосибирский и всея Сибири Силуян (Килин), и представители местной администрации произвели обследование могилы епископа Мефодия.
В сентябре 2003 года был канонизирован Русской православной старообрядческой церковью как местночтимый святой в лике исповедников.